# Thiếu nữ vô danh của sông Seine
L'Inconnue de la Seine (Tạm dịch: Thiếu nữ vô danh của sông Seine), hay Nàng Mona Lisa của sông Seine, là một cô gái vô danh, nổi tiếng vì sở hữu khuôn mặt được dùng để làm mặt nạ người chết, thứ các nghệ sĩ sau năm 1900 thường treo trên tường nhà. Khuôn mặt thanh thản và cái chết bí ẩn của cô đã truyền cảm hứng cho nhiều tác phẩm văn học và nghệ thuật sau này. Ở Mỹ, mặt nạ này còn có tên La Belle Italienne.

## Lịch sử

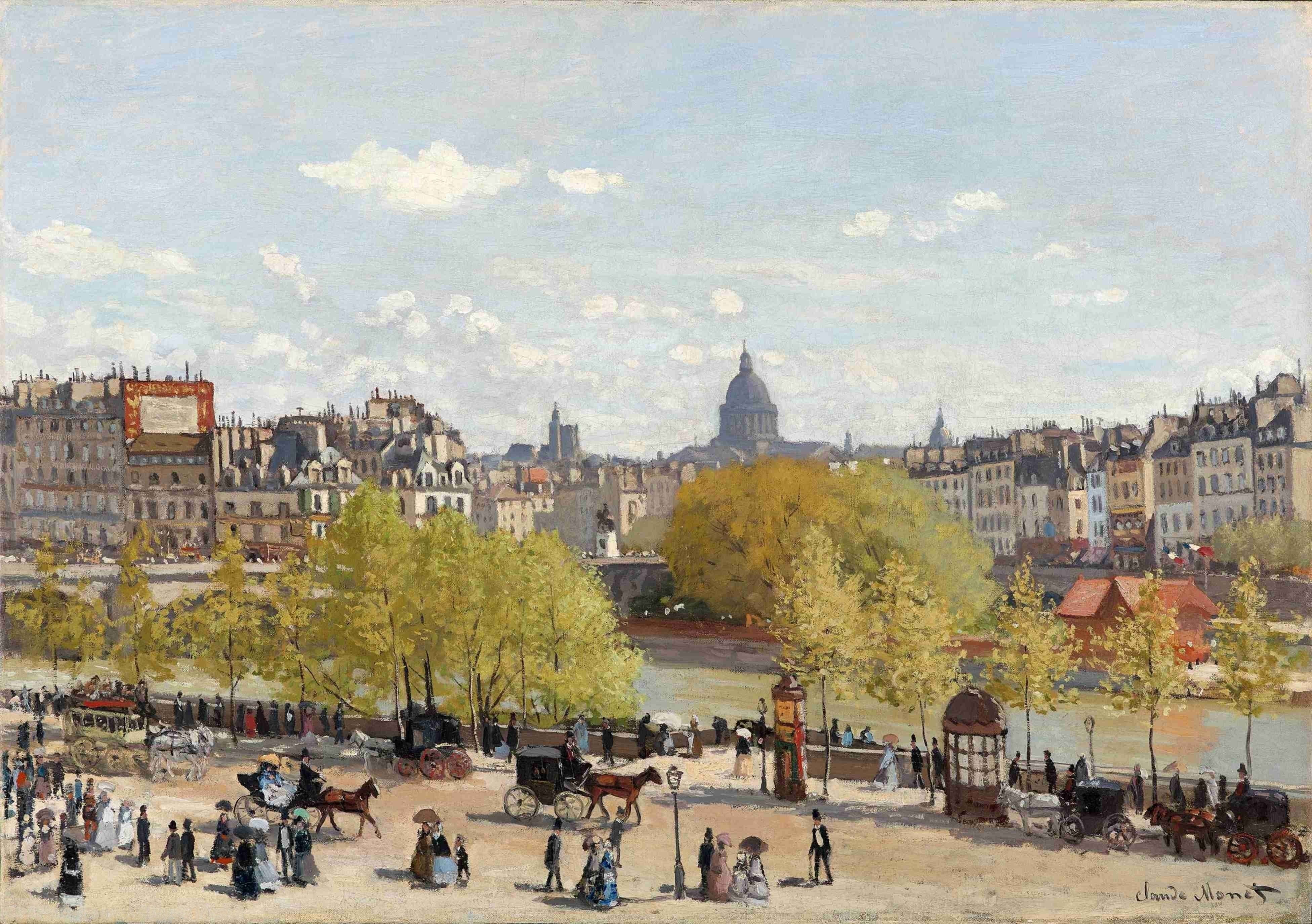
Tranh vẽ Quai du Louvre của danh hoạ Claude Monet. Đây được cho là nơi thi thể của cô gái xấu số được vớt lên.

Theo một câu chuyện truyền miệng, vào cuối thập niên 1880, thi thể của một người phụ nữ trẻ đã được vớt lên từ sông Seine, đoạn chảy qua khu bến cảng Quai du Louvre ở Paris. Vì không có dấu hiệu cho thấy thi thể bị bạo lực, cái chết của cô được cho là một vụ tự tử. Cũng theo câu chuyện này, một nhà nghiên cứu bệnh lý học đã bị thu hút bởi vẻ đẹp của cô, đến nỗi anh ta phải lưu lại khuôn mặt cô bằng cách dùng thạch cao để đúc mặt nạ người chết. Tuy nhiên, cũng có nhiều nghi vấn về việc khuôn mặt này có thật sự thuộc về một người chết đuối hay không.
Hoạ sĩ Georges Villa dẫn lại từ ý kiến của thầy mình - hoạ sĩ Jules Joseph Lefebvre - biểu cảm trên mặt nạ được lấy từ một người mẫu trẻ tử vong do bệnh lao vào năm 1875. Tuy nhiên, chiếc khuôn gốc không được tìm thấy. Những người khác thì cho rằng, khuôn mặt này là của con gái một người làm mặt nạ ở Đức. Tuy vậy, danh tính thật sự của cô gái này vẫn là một bí ẩn.
Claire Forestier đã ước tính tuổi của cô không quá 16, dựa vào độ săn chắc của da thể hiện trên chất liệu sáp. Ông cũng quả quyết rằng đây là khuôn mặt thuộc về con gái của một người làm mặt nạ, bởi đôi má tròn trịa, đầy đặn cùng làn da mịn màng không thể thuộc về một xác chết, đặc biệt là chết đuối. Hậu duệ nhà Lorenzis cũng cho rằng những chiếc mặt nạ người chết thường không chi tiết và hoàn hảo đến như vậy.
Những năm sau đó, nhiều bản sao của chiếc mặt nạ này đã được sản xuất hàng loạt. Chúng tuy khá bệnh hoạn nhưng lại trở nên hợp thời. Đến đầu thế kỷ XX, mặt nạ Thiếu nữ vô danh của sông Seine đã trở nên phổ biến ở Pháp và nhiều nước châu Âu, đặc biệt là với cộng đồng những người Paris theo Chủ nghĩa Bohemian. Nó nhanh chóng trở thành một món đồ trang trí thời thượng, ăn sâu vào văn hoá đại chúng thời bấy giờ. Albert Camus, người từng nhận Giải Nobel Văn học năm 1957, thậm chí còn so sánh nụ cười bí hiểm của cô với nụ cười của Mona Lisa. Cũng giống như nàng thơ của Leonardo da Vinci, cuộc sống, cái chết và địa vị xã hội của cô gái đã trở thành một đề tài được đồn đoán sôi nổi.

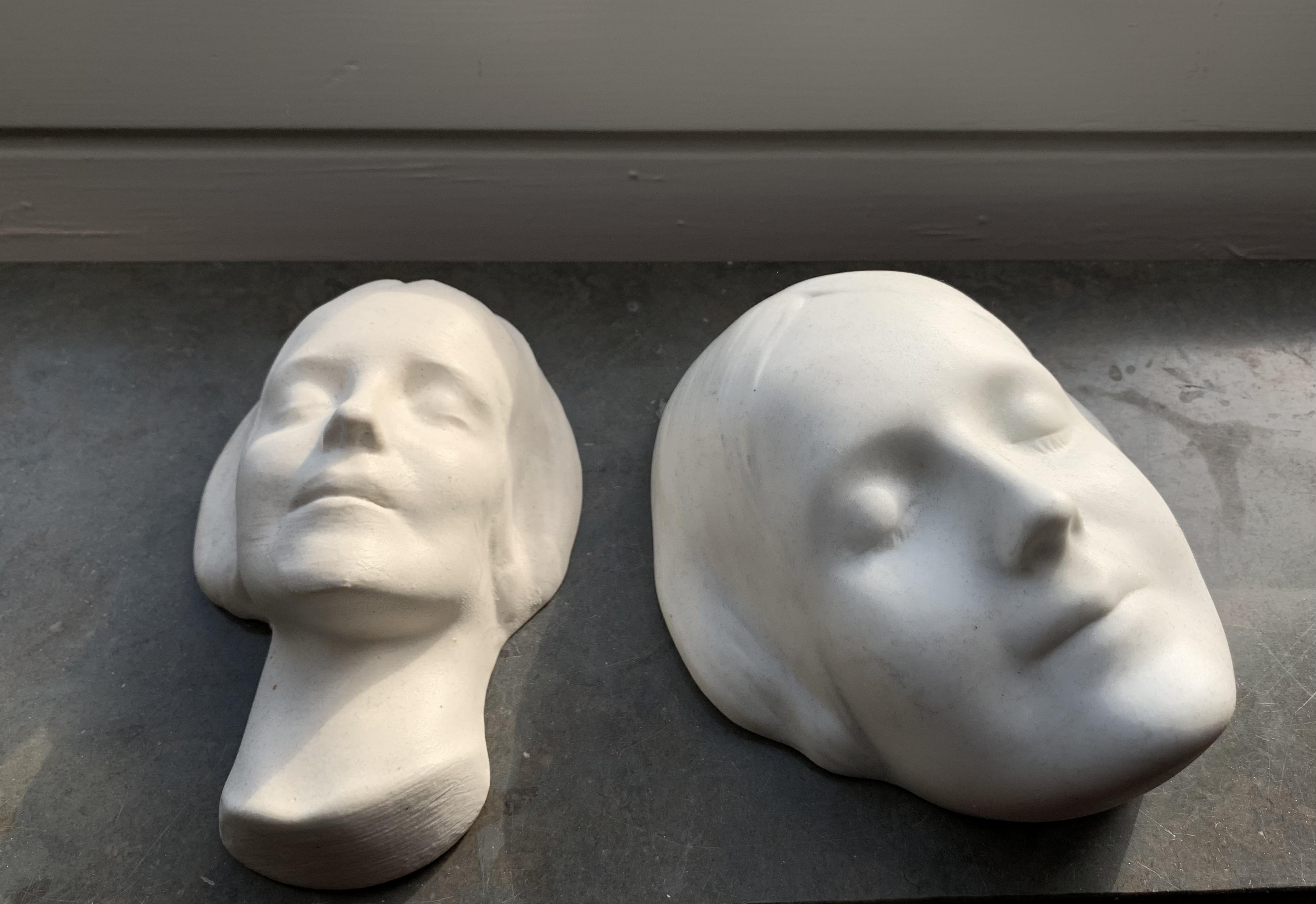
Hai bức tượng L'Inconnue de la Seine cỡ nhỏ

Nhà phê bình Al Alvarez đã viết trong cuốn The Savage God như sau: "Tôi từng được nghe kể rằng, cả một thế hệ phụ nữ Đức đã lấy cô ấy làm hình mẫu cho mình."  Theo Hans Hesse của Đại học Sussex, Alvarez đã viết, "Inconnue đã trở thành lý tưởng khiêu dâm của thời kỳ này, giống như Bardot vào những năm 1950. Anh ta cho rằng, những nữ diễn viên như Elisabeth Bergner đã bắt chước vẻ đẹp của cô ấy. Cuối cùng, cô ấy cũng bị thay thế bởi hình mẫu của Greta Garbo."
Năm 2017, hội thảo L'Atelier Lorenzi ở Arcueil đã làm một mặt nạ người chết bằng thạch cao, dựa trên một chiếc khuôn từ thế kỉ XIX, vốn được cho là của L'Inconnue de la Seine.

## Xuất hiện trong văn hóa

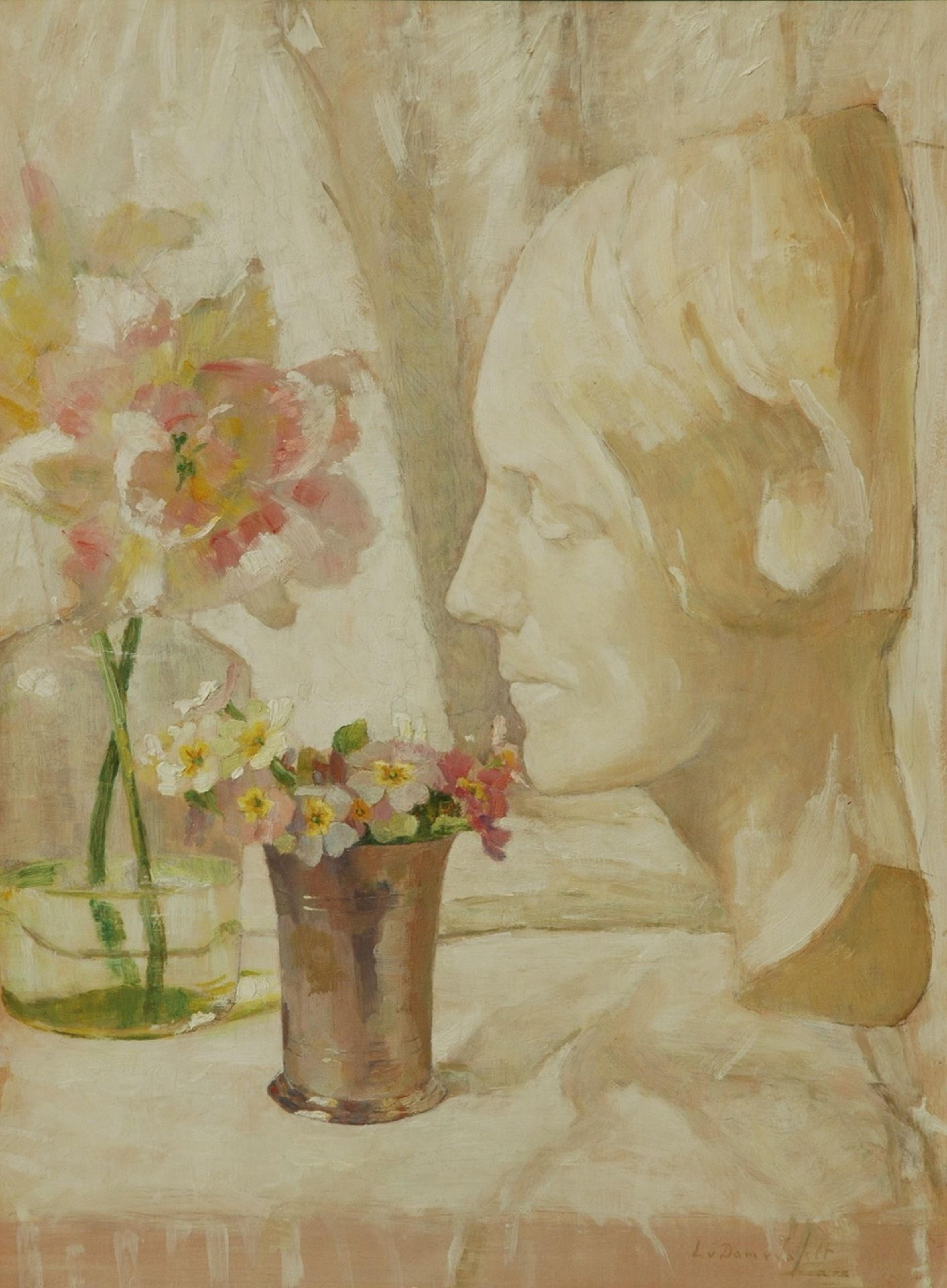
Tranh chân dung của hoạ sĩ người Hà Lan Lucie van Dam van Isselt, 1914

### Văn học tiếng Anh

#### Văn học Anh Quốc
Tác phẩm đầu tiên có đề cập đến Cô gái vô danh của sông Seine là tiểu thuyết ngắn The Worshipper of the Image của Richard Le Gallienne. Tác phẩm kể về một nhà thơ Anh với tình yêu say đắm dành cho chiếc mặt nạ. Cuối cùng, điều đó đã dẫn đến cái chết của con gái nhà thơ và khiến vợ anh tự tử.
Một bức hình của L'Inconnue cũng đã được sử dụng để làm ảnh bìa cho tiểu thuyết A Habit of Dying của DJ Wiseman.

#### Văn học Bắc Mỹ
L'Inconnue đã được nhắc đến trong tiểu thuyết The Recognitions của William Gaddis. My Heart for Hostage của Robert Hillyer cũng có một phân cảnh, nơi nhân vật chính đi đến nhà xác để kiểm tra xem liệu L'Inconnue có phải người mình yêu không. Caitlín R. Kiernan cũng viết về L'Inconnue với hình mẫu của Resusci Anne trong tiểu thuyết The Drowning Girl. Câu chuyện gắn chặt với chủ đề và hình ảnh của quyển truyện.
L'Inconnue được nhắc đến với tư cách là nguồn gốc của búp bê CPR trong truyện "Exodus", một phần trong tác phẩm Haunted của tiểu thuyết gia Chuck Palahniuk. Nhân vật nhà nhân chủng học pháp y của Kathy Reichs, Temperance Brennan, thảo luận về vụ án L'Inconnue de la Seine với một đồng nghiệp trong tác phẩm tiểu thuyết tội phạm The Bone Code.
Cô đồng thời xuất hiện trong tác phẩm Letters from Paris của Juliet Blackwell, người đã tưởng tượng ra một câu chuyện về L'Inconnue dưới dạng hồi tưởng và đặt cho cô cái tên Sabine. Tiểu thuyết The Unknown Woman of the Seine của Brooks Hansen cũng đưa ra những giả thuyết về câu chuyện của cô gái trước khi cô chết đuối.
Tập thơ In One Version of the Story của Chuck Carlise đã xem việc viết những câu chuyện hư cấu về L'Inconnue như một cách con người đối mặt với những ám ảnh và mất mát.

### Văn học Pháp
Maurice Blanchot, người sở hữu một trong những chiếc mặt nạ, đã miêu tả người thiếu nữ vô danh như sau: "một cô gái trẻ với đôi mắt nhắm nghiền, rạng rỡ với một nụ cười thư thái và thanh thản [...] đến nỗi người ta có thể tin rằng cô đã chết đuối trong một khoảnh khắc hạnh phúc tột độ".
Trong tiểu thuyết Aurélien của Louis Aragon, L'Inconnue đóng vai trò quan trọng khi một nhân vật chính trong tác phẩm này cố gắng tái tạo lại chiếc mặt nạ dựa theo những bức ảnh. Vào đầu thập niên 1960, Man Ray cũng đã đóng góp những bức ảnh của mình cho ấn bản mới của tác phẩm này.
Vào năm 2012, Didier Blonde đã viết một cuốn tiểu thuyết về một người đàn ông Paris, người vô tình tìm thấy chiếc mặt nạ trong một cửa hàng đồ cổ và cố gắng tìm hiểu câu chuyện về người thiếu nữ vô danh. Quyển tiểu thuyết có tựa đề L'Inconnue de la Seine.

### Văn học Đức
Nhân vật chính trong tiểu thuyết duy nhất của Rainer Maria Rilke, Die Aufzeichnungen des Malte Laurids Brigge, hồi tưởng:
Người làm mặt nạ mà tôi ghé thăm mỗi ngày có hai chiếc mặt nạ treo trên cửa. Đó là khuôn mặt của một thiếu nữ chết đuối, khuôn mặt đã được ai đó lưu lại trong nhà xác vì quá đẹp, vì khuôn mặt đó vẫn đang cười, vì nụ cười quá giả dối - như thể chính khuôn mặt ấy cũng biết điều đó.

Năm 1926, Ernst Benkard đã xuất bản Das ewige Antlitz, một quyển sách về 126 mặt nạ người chết, trong đó có một đoạn miêu tả L'Inconnue de la Seine "giống như một cánh bướm mỏng manh với chúng ta, vô tư và phấn khởi, bất giác lao vào ngọn đèn của cuộc đời, thiêu cháy đôi cánh mỏng manh của mình."
Tiểu thuyết bán chạy và được dịch nhiều nhất năm 1934 của Reinhold Conrad Muschler, Die Unbekannte kể câu chuyện ủy mị về số phận của cô gái mồ côi ở tính lẻ Madeleine Lavin, người đã phải lòng nhà ngoại giao Anh Lord Thomas Vernon Bentick. Sau một chuyện tình lãng mạn, Madeleine đã tự vẫn trên sông Seine, khi Bentick trở về với vị hôn thê của mình. Cuốn tiểu thuyết đã được chuyển thể thành phim cùng tên vào năm 1936.
Cô cũng xuất hiện trong:
- Bài luận của Alfred Döblin: "Về những khuôn mặt, những hình ảnh và sự thật của chúng"[t], được xuất bản như lời giới thiệu cho bộ sưu tập Khuôn mặt của thời đại chúng ta[u][v] của nhiếp ảnh gia August Sander.
- Truyện "L'Inconnue de la Seine"[w] của Hertha Pauli, lần đầu tiên xuất hiện trên báo Berliner Tageblatt.
- Vở kịch của Ödön von Horváth, dựa trên câu chuyện của Hertha Pauli viết vào năm 1934 với tiêu đề Eine Unbekannte aus der Seine.
- Truyện ngắn Die Unbekannte aus der Seine[x] của Claire Goll, trong đó nhân vật chính nhìn vào mặt nạ người chết và qua đời trong một cơn đau tim, do những ảo tưởng và cảm giác tội lỗi khi anh ta nhận ra khuôn mặt chính là con gái mình.
- Chỉ huy tàu U-boat Herbert Werner từng nhắc đến việc có một bản sao mặt nạ trên tường nhà bố mẹ ông trong cuốn hồi ký Iron Coffins.
- Vở kịch Die Chinesische Mauer (1955) của Max Frisch giới thiệu L'Inconnue de la Seine như một trong số nhiều nhân vật lịch sử.

### Văn học Slavic
Nhà thơ Séc Vítězslav Nezval đã viết bài thơ "Neznámá ze Seiny" dựa trên câu chuyện về chiếc mặt nạ này vào năm 1929. Bài thơ "L'Inconnue de la Seine" của Vladimir Nabokov, viết bằng tiếng Nga, đã được xuất bản trên Poslednie Novosti. Nhiều người lập luận rằng, bài thơ này có liên quan đến thần thoại Slav rusalka, cũng như với chính chiếc mặt nạ.

### Phim ảnh
Đạo diễn Agnès Varda đã đề cập đến L'Innconnue trong phim tài liệu Jane B. par Agnès V. khi so sánh khát vọng được nổi tiếng nhưng vẫn có thể ẩn danh như L'Inconnue của Jane Birkin. Ngoài ra, hình ảnh thiếu nữ sông Seine cũng được dùng trong phim The Screaming Skull để ẩn dụ cho cái chết của người vợ.

### Âm nhạc

#### Âm nhạc hàn lâm
Năm 1963, Bentley Stone đã biên đạo múa một vở L'Inconnue với phần nhạc của Francis Poulenc cho trường Stone-Camryn Ballet. Nó được công diễn lần đầu bởi dàn ballerina bao gồm Ruth Ann Koesun và John Kriza. Vở ballet này sau đó đã được trình diễn ở Nhà hát ballet Mỹ vào năm 1965, với Koesun và Kriza đảm nhiệm vai diễn cũ, còn Christine Sarry diễn vai "River Girl".

#### Âm nhạc đại chúng
"L'Inconnue" là bài nhạc thứ 4 trong album 7 của nhóm nhạc Beach House. Ban nhạc bitpop Đức Welle:Erdball cũng có bài "L'Inconnue de la Seine" trong album Gaudeamus Igitur. Ngoài ra, Frank Turner cũng có bài "Rescue Annie" trong album No Man's Land.
Hình ảnh của cô gái sông Seine  cũng xuất hiện trong ca khúc Smooth Criminal của Michael Jackson thông qua nhân vật Annie. Một trong những câu hát nổi bật nhất trong bài, "Annie, are you OK?", thực chất là câu mà các thực tập sinh CPR phải nói trong lúc thực hiện thao tác hồi sức tim phổi với búp bê Resusci Anne.

### Nhiếp ảnh
Albert Rudomine đã chụp một bức chân dung chiếc mặt nạ vào năm 1927. Biểu cảm hạnh phúc trên khuôn mặt của cô gái vô danh cũng là nguồn cảm hứng cho tác phẩm Ophélie vào năm 1935. Năm 1966, Man Ray đã thực hiện một loạt ảnh mises-en-scène siêu thực của chiếc mặt nạ. Những bức ảnh này hiện đang được lưu giữ trong bộ sưu tập của Trung tâm Pompidou.

## Xuất hiện trong y học

### Búp bê hồi sức tim phổi

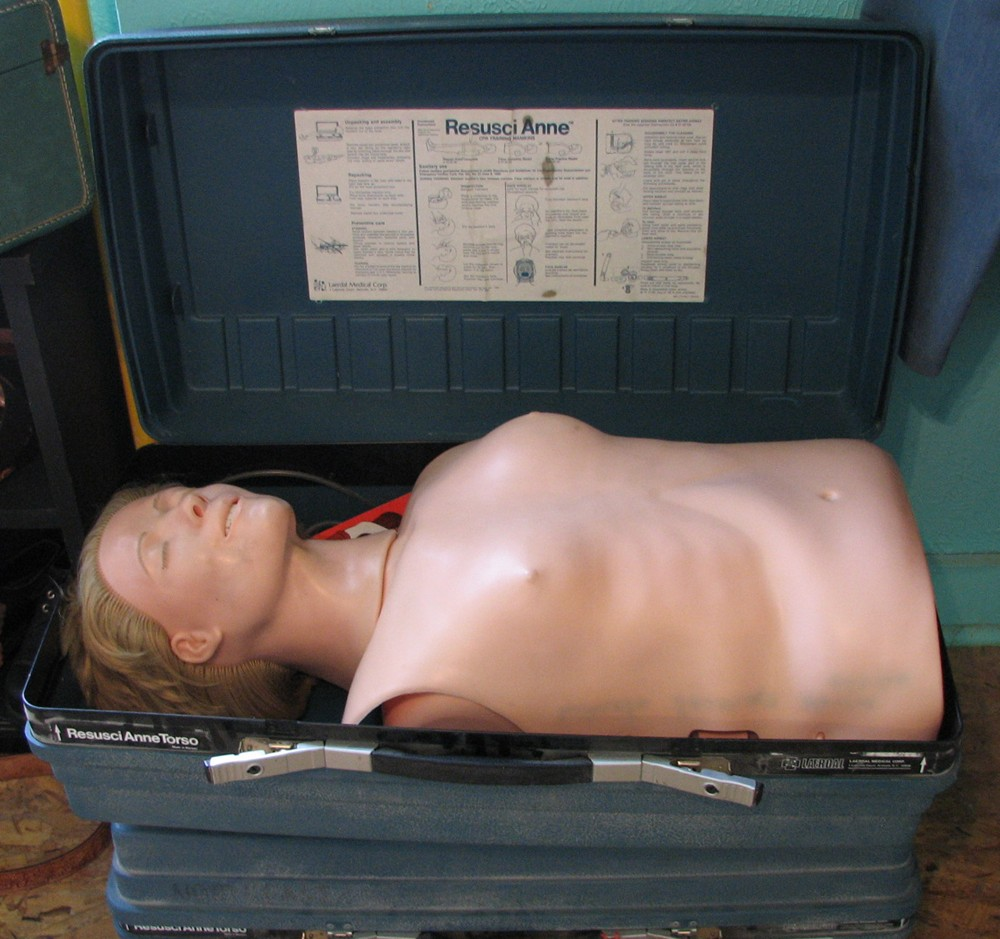
Búp bê hồi sức tim phổi Resusci Anne.

Khuôn mặt thiếu nữ sông Seine đã được sử dụng để làm phần đầu của búp bê sơ cứu Resusci Anne. Được phát minh bởi Peter Safar và Asmund Laerdal năm 1958, búp bê này đã được sử dụng rộng rãi trong nhiều khoá học hồi sức tim phổi kể từ năm 1960. Vì lý do đó, thiếu nữ vô danh của sông Seine được mệnh danh là "người được hôn nhiều nhất mọi thời đại".